# Francia en los Juegos Olímpicos de Pekín 2022
Francia estuvo representada en los Juegos Olímpicos de Pekín 2022 por un total de 86 deportistas que competirán en 10 deportes. Responsable del equipo olímpico es el Comité Nacional Olímpico y Deportivo Francés, así como las federaciones deportivas nacionales de cada deporte con participación.
Los portadores de la bandera en la ceremonia de apertura fueron el esquiador acrobático Kevin Rolland y la esquiadora alpina Tessa Worley.

## Medallistas
El equipo olímpico francés obtuvo las siguientes medallas:
| Nombre                                                                       | Deporte            | Competición        |
| ---------------------------------------------------------------------------- | ------------------ | ------------------ |
| Oro                                                                          |                    |                    |
| Quentin Fillon Maillet                                                       | Biatlón            | Individual M       |
| Quentin Fillon Maillet                                                       | Biatlón            | Persecución M      |
| Justine Braisaz-Bouchet                                                      | Biatlón            | Salida en grupo F  |
| Clément Noël                                                                 | Esquí alpino       | Eslalon M          |
| Gabriella Papadakis Guillaume Cizeron                                        | Patinaje artístico | Danza sobre hielo  |
| Plata                                                                        |                    |                    |
| Quentin Fillon Maillet                                                       | Biatlón            | Velocidad M        |
| Fabien Claude Émilien Jacquelin Simon Desthieux Quentin Fillon Maillet       | Biatlón            | Relevo M           |
| Anaïs Chevalier-Bouchet                                                      | Biatlón            | Individual F       |
| Anaïs Chevalier-Bouchet Julia Simon Émilien Jacquelin Quentin Fillon Maillet | Biatlón            | Relevo mixto       |
| Tess Ledeux                                                                  | Esquí acrobático   | Big air F          |
| Johan Clarey                                                                 | Esquí alpino       | Descenso M         |
| Chloé Trespeuch                                                              | Snowboard          | Campo a través F   |
| Bronce                                                                       |                    |                    |
| Mathieu Faivre                                                               | Esquí alpino       | Eslalon gigante M  |
| Richard Jouve Hugo Lapalus Clément Parisse Maurice Manificat                 | Esquí de fondo     | Relevo 4 × 10 km M |